# Championnat de Géorgie de football 2006-2007
Navigation
Saison précédente Saison suivante
La saison 2006-2007 du Championnat de Géorgie de football était la 18e édition de la première division géorgienne. Le championnat, appelé Umaglesi Liga, regroupe les quatorze meilleurs clubs géorgiens au sein d'une poule unique, où les équipes se rencontrent deux fois dans la saison, à domicile et à l'extérieur. À la fin la saison, les deux derniers du classement sont directement relégués en D2 et le 12e affronte le 3e de Pirveli Liga.
C'est le club de l'Olimpi Rustavi qui remporte le premier titre de champion de Géorgie de son histoire en terminant en tête du championnat, avec un seul point d'avance sur le FC Dinamo Tbilissi et 6 sur l'Ameri Tbilissi. Le tenant du titre, le Sioni Bolnissi ne prend que la 6e place, à 26 points du champion.
Une nouvelle fois, plusieurs clubs ne peuvent prendre part au championnat pour des raisons financières; cette saison, ce sont les équipes du Kolkheti 1913 Poti et du FC Tskhinvali qui doivent déclarer forfait, ce qui fait passer le championnat de 16 à 14 équipes.

## Les 14 clubs participants
| - FC Dinamo Tbilissi - Torpedo Koutaïssi - Dinamo Batoum - Lokomotiv Tbilissi - Olimpi Rustavi - Sioni Bolnissi - Dila Gori | - WIT Georgia Tbilissi - FC Zestafoni - Ameri Tbilissi - FC Borjomi - FC Merani Tbilissi - Promu de Pirveli Liga - Kakheti Telavi - FC Chikhura Sachkhere - Promu de Pirveli Liga |

## Compétition

### Classement
Le barème de points servant à établir le classement se décompose ainsi :
- Victoire : 3 points
- Match nul : 1 point
- Défaite : 0 point

| Rang | Équipe                    | Pts | J  | G  | N | P  | Bp | Bc | Diff |
| ---- | ------------------------- | --- | -- | -- | - | -- | -- | -- | ---- |
| 1    | Olimpi Rustavi            | 63  | 26 | 19 | 6 | 1  | 57 | 9  | +48  |
| 2    | FC Dinamo Tbilissi        | 62  | 26 | 20 | 2 | 4  | 57 | 19 | +38  |
| 3    | Ameri Tbilissi (C)        | 57  | 26 | 17 | 6 | 3  | 53 | 14 | +39  |
| 4    | FC Zestafoni              | 57  | 26 | 16 | 9 | 1  | 55 | 11 | +44  |
| 5    | WIT Georgia Tbilissi      | 45  | 26 | 12 | 9 | 5  | 40 | 28 | +12  |
| 6    | Sioni Bolnissi (T)        | 37  | 26 | 11 | 4 | 11 | 28 | 26 | +2   |
| 7    | Torpedo Koutaïssi         | 31  | 26 | 9  | 4 | 13 | 24 | 35 | -11  |
| 8    | Lokomotiv Tbilissi        | 30  | 26 | 8  | 6 | 12 | 25 | 34 | -9   |
| 9    | Dinamo Batoum             | 30  | 26 | 8  | 6 | 12 | 27 | 30 | -3   |
| 10   | FC Borjomi                | 30  | 26 | 8  | 6 | 12 | 29 | 35 | -6   |
| 11   | FC Merani Tbilissi (P)    | 26  | 26 | 6  | 8 | 12 | 20 | 41 | -21  |
| 12   | FC Chikhura Sachkhere (P) | 21  | 26 | 5  | 6 | 15 | 13 | 46 | -33  |
| 13   | Dila Gori                 | 15  | 26 | 3  | 6 | 17 | 21 | 56 | -35  |
| 14   | Kakheti Telavi            | 2   | 26 | 0  | 2 | 24 | 21 | 86 | -65  |

|  | Qualification pour la Ligue des champions 2007-2008                                      |
|  | Qualification pour la Coupe UEFA 2007-2008                                               |
|  | Qualification pour la Coupe Intertoto 2007                                               |
|  | Participation au barrage de promotion-relégation                                         |
|  | Relégation directe en Pirveli Liga                                                       |
|  | (T) : Tenant du titre (C) : Vainqueur de la Coupe de Géorgie (P) : Promu de Pirveli Liga |

### Matchs

#### Barrages de promotion-relégation
| Équipe 1                   | Résultat   | Équipe 2               |
| -------------------------- | ---------- | ---------------------- |
| FC Chikhura Sachkhere (D1) | 2 - 1 a.p. | FC Gagra Tbilissi (D2) |

## Bilan de la saison
| Championnat de Géorgie de football 2006-2007            |                            |
| Champion                                                | Olimpi Rustavi (1er titre) |
| Coupes et trophées                                      |                            |
| Vainqueur de la Coupe de Géorgie 2006-2007              | Ameri Tbilissi             |
| Qualifications continentales                            |                            |
| Ligue des champions 2007-2008 1er tour de qualification | Olimpi Rustavi             |
| Coupe UEFA 2007-2008                                    | Ameri Tbilissi             |
| Coupe UEFA 2007-2008                                    | FC Dinamo Tbilissi         |
| Coupe Intertoto 2007                                    | FC Zestafoni               |
| Promotions et relégations                               |                            |
| Promus en Umaglesi Liga                                 | FC Mglebi Zugdidi          |
| Promus en Umaglesi Liga                                 | FC Meskheti Akhaltsikhe    |
| Relégués en Pirveli Liga                                | Dila Gori                  |
| Relégués en Pirveli Liga                                | Kakheti Telavi             |